# Jon Knudsen
Pour les articles homonymes, voir Knudsen.
Jon Knudsen, né le 20 novembre 1974 à Skedsmo (Norvège), est un footballeur international norvégien qui évolue au poste de gardien de but.

## Biographie

### Carrière en sélection
- Norvège : 20 sélections
- Première sélection le 20 août 2008 : Norvège - Irlande (1-1)[1],[2]

Jon Knudsen est appelé très tardivement pour la première fois avec la Norvège, en effet il a déjà 32 ans lorsqu'il appelé la première fois et 33 ans lorsqu'il obtient sa première sélection face à la république d'Irlande le 20 août 2008.

## Palmarès
Stabæk Fotball
- Champion de Norvège (1) : 2008
- Vainqueur de la Supercoupe de Norvège (1) : 2009